# Clase Atlanta
Las Clase Atlanta fue una serie de ocho  cruceros ligeros diseñados originalmente como líderes de flotillas de destructores de la Armada de Estados Unidos durante la Segunda Guerra Mundial, pero resultaron ser unas excelentes plataformas antiaéreas. También fueron conocidos como la clase Atlanta-Oakland. El Oakland y los buques posteriores tenían un armamento ligeramente diferente ya que fueron aún más optimizados para su rol de defensa antiaérea.
Con ocho montajes dobles de 127 mm (5 pulgadas), seis de ellos en la línea de crujía, la primera serie de esta clase de cruceros tenía la salva lateral antiaérea más pesada de cualquier buque de la Segunda Guerra Mundial, incluyendo acorazados, siendo capaz de poner en el aire 10 560 kg por minuto de proyectiles antiaéreos con espoletas de proximidad controladas por radar. 
La segunda serie de cuatro buque omitió las dos torretas laterales, perdiendo potencia de fuego, pero aumentando en gran medida el arco de fuego de las torretas de popa, que se veían obstaculizadas por las torretas laterales en fuego rasante.

## Especificaciones
La batería principal de artillería de la clase Atlanta estaba compuesta por ocho montajes dobles de cañones de 5 pulgadas/38 calibres (127 mm) para un total de 16 cañones de 5 pulgadas. Esta batería podía disparar más de 17 600 libras (10 560 kg) de proyectiles por minuto, incluyendo proyectiles antiaéreos con "VT" con espoletas de radar. A cuatro de los buques, comenzando con el Oakland, les retiraron sus dos "alas" de montajes dobles de cañones de 5 pulgadas y los reemplazaron con 8 cañones antiaéreos Bofors de 40 mm que eran altamente efectivos. Los cruceros de la clase Atlanta fueron los únicos cruceros estadounidenses asignados durante la Segunda Guerra Mundial que estaban armados con tubos lanzatorpedos, consistiendo en 8 tubos lanzatorpedos de 21 pulgadas montados en dos lanzadores cuádruples.
La clase fue diseñada con un substancial armamento secundario antiaéreo compuesto por 16 cañones de 1,1 pulgadas (28 mm) en montajes cuádruples, posteriormente fueron reemplazados por cañones antiaéreos de 40 mm y 6 cañones antiaéreos de fuego rápido de 20 mm. Más de estos cañones fueron añadidos a medida que avanzaba la guerra para contrarrestar el peligro de los ataques aéreos japoneses -especialmente de los kamikazes)-. El Oakland fue botado equipado con 8 cañones Bofors de 40 mm y con 16 cañones antiaéreos de 20 mm. Aunque los buques de esta clase fueron planeados como líderes de flotilla de destructores, el diseño original no incluía armamento antisubmarino tal como un sonar o rieles para cargas de profundidad; estos fueron agregados en forma posterior. Cuando se determinó que estos buques eran más valiosas para proporcionar protección contra ataques aéreos, los rieles fueron removidos.
Los buques de la clase estaban propulsados por cuatro calderas de 665 psi, conectadas a dos turbinas de vapor de dos engranajes que producían 75 000 hp (56 MW) y podía sostener una velocidad máxima de 33,6  nudos (62 km/h). Durante sus pruebas el Atlanta alcanzó 33,67 nudos (62 km/h) y 78 985 shp (58 899 kW). Los buques de la clase Atlanta tenían un blindaje delgado: un máximo de 3,5 pulgadas (88,9 mm) en sus costados, mientras que el puente de mando y los montajes dobles de 5 pulgadas estaban protegidos por solo 1,25 pulgadas (31,75 mm).
Originalmente fueron diseñados para tener una tripulación formada por 26 oficiales y 523 hombres, que fueron aumentados a 35 oficiales y 638 hombres en los primeros cuatro buques, y 45 oficiales y 766 hombres en el segundo grupo de cuatro buques comenzando con el Oakland. También fueron diseñadas como buques insignia con espacio adicional para un oficial superior y su estado mayor pero el espacio adicional fue usado para la tripulación extra necesaria para operar la electrónica y el armamento antiaéreo.

## Críticas
Aunque eran buques antiaéreos formidables, los cruceros de la clase Atlanta no les fue bien en los combates de superficie. Los únicos dos cruceros que se vieron involucrados en un combate de superficie fueron hundidos: el Atlanta y el Juneau. La Armada de Estados Unidos solo perdió tres cruceros ligeros durante la Segunda Guerra Mundial, dos de los cuales fueron de la clase Atlanta. Ambos fueron hundidos en combates de superficie durante la Campaña de Guadalcanal. Sin embargo, debería hacerse notar que ambos buques recibieron  golpes fatales por torpedos japoneses, y fuego de artillería de buques más grandes y más fuertemente armados. El armamento único de la clase Atlanta no contribuyó a su pérdida.
El diseño de la clase Atlanta también fue criticado por la poca cantidad de direcciones de tiro para su artillería principal de 127 mm, lo que reducía su efectividad. Inicialmente no existían suficientes cañones antiaéreos intermedios (cañones de 1,1 pulgadas, Bofors de 40 mm y los Oerlikon de 20 mm de fuego rápido). Estos problemas fueron de alguna forma corregidos en los astilleros hacia el final del año 1942, pero los buques construidos a partir de la clase Atlanta se vieron sobrecargados por el peso, cuando se consideraba el tamaño de sus cascos, y durante la Segunda Guerra Mundial y en los años de la postguerra, tenían problemas con el peso en la parte superior que fue resuelto por el rediseño de la tercera serie de buques que fue llamada clase Juneau.

## Historia operacional
Los ocho buques de la clase sirvieron durante la Segunda Guerra Mundial, de los cuales seis sobrevivieron a la guerra. El buque líder de esta clase, el USS Atlanta (CL-51), su quilla fue puesta el 22 de abril de 1940 y fue lanzado el 6 de septiembre de 1941. El Atlanta fue asignado en el Astillero Naval de Nueva York el 24 de diciembre de 1941, solo unas pocas semanas después del ataque japonés a Pearl Harbor el 7 de diciembre. El Atlanta participó como crucero antiaéreo en la decisiva victoria estadounidense en la Batalla de Midway en junio de 1942 antes de que fuera enviado al sur para combatir en la campaña de las Islas Salomón. El Atlanta (CL-51) fue hundido después de recibir un impacto de torpedo y graves daños por fuego de artillería por parte de buques de guerra de superficie de la Armada Imperial Japonesa y el USS San Francisco (CA-38) el 13 de noviembre de 1942 durante la Batalla naval de Guadalcanal. El USS Juneau (CL-52) también fue dañado en combate de superficie en la misma batalla y luego fue hundido por el submarino japonés I-26, el 13 de noviembre de 1942. El USS Reno (CL-96) fue torpedeado frente a Leyte el 4 de noviembre de 1944 lo que provocó un gran incendio y una inundación significativa, pero fue salvado de hundirse por los esfuerzos de control de daños de la tripulación.
Después de la guerra, los seis buques supervivientes en esta clase fueron descomisionados entre el año 1947 y 1949 y enviados a la reserva de la flota. Los buques recibieron una nueva designación de tipo de CLAA en el año 1949. Ninguno de estos buques fue recomisionado para servir en un rol activo; finalmente todos habían sido retirados de la Armada y desguazados para el año 1970.

## Unidades de la Clase Atlanta
- Clase Atlanta
  - USS Atlanta (CL-51)
  - USS Juneau (CL-52)
  - USS San Diego (CL-53)
  - USS San Juan (CL-54)
  - USS Oakland (CL-95)
  - USS Reno (CL-96)
  - USS Flint (CL-97)
  - USS Tucson (CL-98)
- Clase Juneau
  - USS Juneau (CL-119)
  - USS Spokane (CL-120)
  - USS Fresno (CL-121)